# Rantau Lurus
Rantau Lurus is een bestuurslaag in het regentschap Ogan Komering Ilir van de provincie Zuid-Sumatra, Indonesië. Rantau Lurus telt 991 inwoners (volkstelling 2010).